# Blutsverwandtschaft
Blutsverwandtschaft bezeichnet eine Verwandtschaft zwischen Personen durch Geburt aufgrund ihrer biologischen Abstammung von gemeinsamen Vorfahren. Die Abstammung kann entweder in gerader Linie (auf- oder absteigend) zwischen Vorfahren und Nachkommen bestehen (…↔Eltern↔Kinder↔Enkelkinder↔…) oder in der Seitenlinie zwischen den Nachkommen gemeinschaftlicher Stammeltern (Eltern, Großeltern oder weiter zurückgehend), etwa bei Geschwistern oder Cousins und Cousinen. Blutsverwandtschaft unterscheidet sich von einer Verwandtschaft durch Adoption, von Stiefverwandten und der Affinalverwandtschaft zwischen Familien, die durch Heirat miteinander verbunden sind (Schwägerschaft). Was genau als Blutsverwandtschaft verstanden wird, unterscheidet sich bei den einzelnen Kulturen, die verschiedenen Abstammungsregeln folgen.

## Historische Bedeutung
Im römischen Recht wurden jene Blutsverwandten, die in männlicher Linie von dem gemeinsamen Stammvater herstammten, als Agnaten bezeichnet. Anders als die Cognatio („Verwandtschaft durch Geburt“) konnte die Agnatio auch durch Adoption begründet werden.
Die alte hoch- und niederdeutsche Bezeichnung „Sippe“ (lateinisch affinitas) bezeichnete sowohl die Abstammung von einem gemeinsamen Stammvater als auch die durch ein Bündnis begründete Verwandtschaft. Der Ausdruck Sippe wird ab der ersten Hälfte des 16. Jahrhunderts zunehmend durch die Bezeichnung Blutsverwandtschaft für die durch gemeinsame Abstammung begründete Verwandtschaft verdrängt. Sie ist damit wesentlich älter als die Entdeckung der Blutgruppen durch Karl Landsteiner zu Beginn des 20. Jahrhunderts. Der Nachweis adliger Abstammung durch eine Adelsprobe legitimierte insbesondere die mittelalterliche und frühneuzeitliche Ständeordnung. Ein Lehnsherr hatte Rechte, die sonst nur den Blutsverwandten des Vasallen zukamen.

## Verwandtschaftsgrade
Der genetische Verwandtschaftsgrad entspricht nicht dem rechtlichen Verwandtschaftsgrad.
Genetisch Verwandte ersten Grades (Elternteil ↔ Kind, Geschwister ↔ Geschwister) haben die Hälfte ihrer Erbanlagen gemeinsam; ihr Verwandtschaftskoeffizient beträgt 0,5. Bei genetisch Verwandten zweiten Grades (Großelternteil ↔ Enkelkind, Onkel, Tante ↔ Neffe, Nichte, Halbgeschwister ↔ Halbgeschwister untereinander) stammt im Durchschnitt ein Viertel der Gene von einem gemeinsamen Vorfahren (Koeffizient: 0,25).
Zur Ermittlung des rechtlichen Verwandtschaftsgrads wird der kürzeste Verwandtschaftsweg (ohne Ahnenverlust) zwischen zwei Personen gesucht und die Anzahl der Zeugungen ermittelt, die dabei insgesamt stattfanden. Alternativ kann auch die Summe der an diesem Weg beteiligten Personen (inklusive Ausgangspunkt und Ziel) gebildet werden. Wird nun hiervon die Bezugsperson (Proband) abgezogen, ergibt sich dasselbe Ergebnis wie beim ersten Verfahren.
Moderne Abstammungsgutachten können die biologische Elternschaft eindeutig feststellen.

## Rechtslage in Deutschland
Die Blutsverwandtschaft ist auf verschiedenen Rechtsgebieten von Bedeutung.

### Strafrecht
Die Strafbarkeit des Inzests auf deutschem Gebiet lässt sich bis ins 6. Jahrhundert n. Chr. zurückverfolgen. Blutsverwandtschaft spielt bis in die Gegenwart beim Schutz von Ehe und Familie eine große Rolle. Auch heute noch stellt § 173 StGB, den Vaginalverkehr zwischen Blutsverwandten in gerader Linie und leiblichen Geschwistern unter Strafe, was nach Auffassung des Bundesverfassungsgerichts mit dem Grundgesetz vereinbar ist.

### Persönlichkeitsrecht
Nicht nur im Hinblick auf mögliche Erb- und Unterhaltsansprüche, sondern auch als Ausprägung des allgemeinen Persönlichkeitsrechts ist das Recht des Kindes auf Kenntnis der eigenen Abstammung mit Auskunfts-, Informations- und Feststellungsansprüchen bezüglich seiner genetisch-biologischen Herkunft anerkannt.

### Zivilehe
Eine Ehe darf nicht geschlossen werden zwischen Verwandten in gerader Linie sowie zwischen vollbürtigen und halbbürtigen Geschwistern (§ 1307 BGB). Eine Verwandtenheirat ist unzulässig.

## Katholische Kirche
Im katholischen Kirchenrecht stellt Blutsverwandtschaft nicht nur in gerader Linie (Eltern↔Kinder, Großeltern↔Enkelkinder) ein Ehehindernis dar, sondern auch in der Seitenlinie bis in den vierten Grad (Geschwister sind Blutsverwandte zweiten Grades, Onkel/Nichte oder Tante/Neffe sind Blutsverwandte dritten Grades, Cousins ersten Grades sind Verwandte vierten Grades). Es ist unter Kirchenrechtlern umstritten, in welchen Fällen dieses Ehehindernis göttliches Recht (also direkt aus der Schöpfungsordnung abgeleitet) und wann rein kirchliches Recht ist. Daher präzisiert das Gesetzbuch des Kirchenrechts in can. 1078 § 3, dass es von diesem Hindernis in der geraden Linie (direkte Vor-/Nachfahren) und im zweiten Grad der Seitenlinie (Geschwister) keine Befreiung (Dispens) gebe.